# Cremastus aegyptiacus
Cremastus aegyptiacus là một loài tò vò trong họ Ichneumonidae.